# David Steffens
David Steffens (* 1984 in Freilassing) ist ein deutscher Opernsänger (Bass).

## Leben

### Ausbildung und Studium
Bereits während seiner Gymnasialzeit am Karlsgymnasium Bad Reichenhall war David Steffens Jungstudent für Gesang am Mozarteum Salzburg in der Klasse von Kjellaug Tesaker. Nach seinem Abitur begann er 2005 ein Gesangsstudium an der Universität Mozarteum bei Horiana Brănișteanu.
Weitere Impulse erhielt er während seines Studiums in der Opernklasse des Mozarteums bei Eike Gramss und Josef Wallnig und in der Liedklasse von Wolfgang Holzmair. Er besuchte Meisterkurse bei Dietrich Fischer-Dieskau, Ruggero Raimondi, Christa Ludwig, Thomas Hampson, Helmut Deutsch, Rudolf Piernay, Francisco Araiza und Thomas Moser.
Steffens war Stipendiat des Cusanuswerks Bonn. Nach seinem Masterabschluss mit Auszeichnung 2011 wurde ihm als bestem Absolventen seines Jahrgangs die Lilli-Lehmann-Medaille der Internationalen Stiftung Mozarteum verliehen.
Nach seinem Studium war er 2011/12 Mitglied des Internationalen Opernstudios am Opernhaus Zürich. 2012 wurde er ins Young Singers Project der Salzburger Festspiele aufgenommen. Im selben Jahr wurde ihm die Gottlob-Frick-Medaille für Nachwuchssänger verliehen.

### Bühne
David Steffens debütierte 2010 am Salzburger Landestheater als Bartolo in Le nozze di Figaro. Von 2012 bis 2014 war er Ensemblemitglied am Stadttheater Klagenfurt, wo er u. a. als Eremit im Freischütz und als Zauberer Tschelio in Die Liebe zu den drei Orangen, besonders aber mit seiner Darstellung des Baron Ochs auf Lerchenau im Rosenkavalier Erfolg hatte.
Seit der Spielzeit 2015/16 singt er im Ensemble der Württembergischen Staatsoper Stuttgart, wo er u. a. als Figaro in Mozarts Le nozze di Figaro, Eremit in Der Freischütz, 1. Nazarener in Salome, Onkel Bonze in Madama Butterfly, Zuniga in Carmen und Pistola in Falstaff auftritt.
Als Osmin in Mozarts Die Entführung aus dem Serail gastierte er im Juni 2016 an der Opéra National de Lyon, außerdem gastierte er bei den Schweriner Schlossfestspielen und der Oper Klosterneuburg. Am Stadttheater St. Gallen hat er im Dezember 2016 als König Heinrich in Lohengrin debütiert.

### Konzert
Auch als Konzertsänger ist David Steffens aktiv. Zu seinem Repertoire gehören Elias, Messiah, Beethovens 9. Sinfonie, Bruckners Te Deum und Schumanns „Szenen aus Goethes Faust“.
Er konzertierte im Gewandhaus Leipzig, im Münchner Herkulessaal, in der Stuttgarter Liederhalle, im Teatro Manzoni Bologna und im Großen Saal des Mozarteums Salzburg. 2015 debütierte er bei der Schubertiade Hohenems.